# Pommer (Familienname)
Pommer ist ein deutscher Familienname.

## Herkunft und Bedeutung
Pommer ist ein Herkunfts- bzw. Stammesname für jemanden, der aus Pommern stammte.

## Namensträger
- Albert Pommer (1886–1946), deutscher Filmproduzent und Produktionsleiter
- Birgit Pommer (* 1959), deutsche Politikerin (SED, PDS, Die Linke)
- Christoph Friedrich von Pommer (1787–1841), württembergischer Militärarzt und Professor der Physiologie und Pathologie in Zürich
- Claus Pommer (* 1969), deutscher Jurist und Politiker (parteilos)
- David Pommer (* 1993), österreichischer Nordischer Kombinierer
- Emil Pommer (1856–1933), deutscher Landesökonomierat und Agrarwissenschaftler
- Erich Pommer (1889–1966), deutscher Filmproduzent
- Georg Pommer (Maler) (um 1815–1873), deutscher Maler, Kupfer- und Stahlstecher
- Georg Pommer, Pseudonym von Georg Küsel (1877–1952), deutscher Schriftsteller
- Georg Pommer (Musiker) (* 1958), deutscher Pianist und Komponist
- Gustav Adolf Pommer (1851–1935), österreichischer Mediziner
- Harry Pommer (* 1933), deutscher Fußballspieler
- Heinz Pommer (1929–2004), deutscher Generalmajor des MfS
- Helmuth Pommer (1883–1967), evangelischer Theologe, Pfarrer und Volksliedsammler
- Heinz Pommer (Physiker) (* 1967), deutscher Nuklear-Physiker
- Horst Pommer (1919–1987), deutscher Chemiker
- Jan Pommer (* 1970), deutscher Jurist, Geschäftsführer der BBL GmbH Gesellschaft der Basketball-Bundesliga
- John Pommer (1916–2014), deutsch-amerikanischer Filmproduzent, Produktionsmanager
- Josef Pommer (1845–1918), österreichischer Liedsammler und Musikverleger
- Julius Pommer (1853–1928), deutscher Verwaltungsbeamter
- Klaus Pommer, Geschäftsführer und Programmleiter von Radio Ostfriesland
- Kurt Pommer (1904–1993), deutscher Maschinenbauingenieur und Hochschullehrer, Rektor der TU Dresden
- Maria Pommer-Uhlig (1896–?), deutsche Kostümbildnerin
- Markus Pommer (* 1991), deutscher Rennfahrer
- Max Pommer (Architekt) (1847–1915), deutscher Architekt und Bauunternehmer
- Max Pommer (Dirigent) (* 1936), deutscher Dirigent und Musikwissenschaftler
- Maximilian Pommer (* 1997), deutscher Fußballspieler
- Reinhold Pommer (1935–2014), deutscher Radsportler
- Thomas Pommer (* 1973), deutscher Fernsehmoderator